# Encyclopædia Britannica, Inc.
Encyclopædia Britannica, Inc. é uma companhia mais conhecida pela publicação da Encyclopædia Britannica, a mais antiga das enciclopédias do mundo que ainda é publicada.

## Histórico
A companhia foi fundada em Edimburgo, no século XVIII, sob a atmosfera do Iluminismo escocês. Um editor, Colin Macfarquhar, e um gravador, Andrew Bell, formaram uma parceria para criar um novo livro que pudesse refletir em seu conteúdo as ideias do novo espírito acadêmico de então. William Smellie engajou-se na edição dos três volumes originais do trabalho, publicando um volume de cada vez a partir de 1768.
Como a reputação da enciclopédia aumentou com a publicação dos volumes subseqüentes, a marca e os direitos de publicação foram vendidos após a 11ª edição (de 1920) para Sears Roebuck. Uma 14ª edição totalmente revisada foi lançada em 1929. Na metade dos anos 30 a sede a companhia mudou-se para os EUA, instalando-se em Chicago, e o corpo editorial deixou de ser dispensado após a publicação de uma nova edição, integrando, ao invés disso, um departamento editorial permanente, visando manter-se atualizada em face da rápida produção de conhecimento. A partir de 1936 uma nova edição da enciclopédia passou a ser publicada a cada ano, incorporando as últimas mudanças e inovações. Em 1938 surge a primeira edição do Britannica Book of the Year - suplemento anual que é publicado até os dias atuais.
A Britannica Inc. ampliou sua gama editorial adquirindo a Enciclopédia Compton e a G. & C. Merriam, nos anos 40. Em 1952 a Britannica publicou uma série de 52 volumes versando sobre "Grandes Livros do Mundo Ocidental". William Benton figurou como publicador de 1943 até sua morte, em 1973, sendo sucedido por sua esposa, Helen Hemingway Benton, até sua morte em 1974. Essa administração passou então para a Benton Foundation, cuja constituição foi anunciada no bicentenário da Britannica. Em janeiro de 1996 a empresa toda foi vendida ao milionário suíço Jacqui Safra.
A companhia foi uma das primeiras a oferecer o conteúdo da enciclopédia online (em associação com a LexisNexis, nos anos 80), e correntemente oferecem seu conteúdo em várias midia, inclusive em DVD e até pelo seu website. Possui projetos internacionais em diversos idiomas, no Japão, Coreia, China, Taiwan, Itália, França, Espanha, Brasil e restante da América Latina, Turquia, Hungria e Polônia.
Sob a direção de Safra a companhia experimentou algumas dificuldades financeiras, como atraso no pagamento por seis meses aos colaboradores independentes ou a falta de revisão salarial por alguns anos, segundo apontou relatório da The New Yorker e também no New York Post. Medidas de contenção de despesas foram adotadas, como o uso de imagens livres de copyright e a demissão dos funcionários sob o plano 401(k). O porta-voz da companhia, então, afirmara: "tivemos algumas reduções de custo e apertamos o cinto, mas não vamos entrar em detalhes. Somos uma companhia privada que é segura".